# Sarah Kent
Sarah Kent (Kalgoorlie, 10 de febrero de 1990) es una deportista australiana que compitió en ciclismo en la modalidad de pista, especialista en la prueba de persecución por equipos.
Ganó dos medallas en el Campeonato Mundial de Ciclismo en Pista, en los años 2009 y 2010.

## Medallero internacional
| Campeonato Mundial | Campeonato Mundial   | Campeonato Mundial | Campeonato Mundial      |
| Año                | Lugar                | Medalla            | Competición             |
| ------------------ | -------------------- | ------------------ | ----------------------- |
| 2009               | Pruszków (Polonia)   | Medalla de bronce  | Persecución por equipos |
| 2010               | Ballerup (Dinamarca) | Medalla de oro     | Persecución por equipos |